# Nigar Camal
Nigar Camal (IPA: [niˈɡɑr ʤɑˈmɑl]) (Baku, 1980. szeptember 7. — ) azeri énekesnő, a 2011-es Eurovíziós Dalverseny győztese. Jelenleg Londonban él.

## Életrajz
Tanulmányait 1997-ben kezdte a Xəzər Egyetemen, ahol közgazdaságtant és menedzsmentet tanult. Diplomáját 2001-ben szerezte meg. 2005-ben énekesnői karrierjét, R&B, soul és pop zenei stílusban kezdte meg. Példaképei közé olyan művészek tartoznak mint Christina Aguilera, Alicia Keys, Brandy Norwood, Craig David, és Chris Brown.
2011. február 11-én Eldart és Nigart választotta az azeri zsűri a Milli Seçim Turu 2010 győztesének, ezzel elnyerték a jogot, így ők képviselhették Azerbajdzsánt a 2011-es Eurovíziós Dalfesztiválon Düsseldorfban, amit megnyertek.
2021-ben ő hirdette ki közösen Eldarral az azeri szakmai zsűri szavazatait az Eurovíziós Dalfesztiválon.